# Compromís de Barrantes
El Pacte de Barrantes, o Compromís de Barrantes, fa referència a l'acord signat el 25 de setembre de 1930 per diverses figures del galleguisme (Castelao, Otero Pedrayo) i del republicanisme de l'època (Casares Quiroga, Víctor Casas, Villar Ponte, Portela Valladares) al pazo de Barrantes (situat a Ribadumia, Pontevedra). El Pacte de Barrantes va ser, juntament amb el Pacte de Lestrove, pel que es va acordar la constitució de la Federación Republicana Gallega, al març de 1930, i amb el Banquet de Barxa, un dels esdeveniments que preludiaren la proclamació de la Segona República en l'àmbit gallec. En el document signat s'afirmava que la causa fonamental dels problemes de Galícia radicava en el centralisme polític i que la solució passava per la seva autonomia política i administrativa. Les forces compromeses en el pacte van fixar objectius comuns, com la liquidació del caciquisme, la lluita contra tot règim polític que no emanés de la sobirania popular, la consecució de l'autonomia, la cooficialitat del gallec i castellà, la galleguización de la universitat i l'ensenyament en general, l'alliberament de la terra i la dignificación social de les classes treballadores. A través del Pacte es va consagrar, segons alguns historiadors, la unificació del republicanismo gallec entorn de la figura de Casares Quiroga. Uns altres consideren que el galleguisme del document es mostra renuent a decantar-se clarament pel règim republicà i que va significar una passa enrere en l'afirmació republicana com condicionament de l'autonomia integral per a Galícia. Els subscriptors del compromís representaven des d'una bona part de la intel·lectualitat de l'època fins a elits professionals urbanes, passant per sectors polítics d'àmbit local.